# Malfunkshun
Malfunkshun war eine US-amerikanische Rockband, die von 1979 bis 1987 bestand. Der Name der Band ist eine Kombination aus dem englischen Wort malfunction („Fehlfunktion“) und der Musikrichtung Funk. Malfunkshun war eine der Ursprungsbands von Mother Love Bone.

## Geschichte

### Gründung
Malfunkshun wurde von den Brüdern Andrew Wood (Bass, Gesang), Kevin Wood (Gitarre) sowie deren gemeinsamem Freund Reagan Hagar (Schlagzeug) in Seattle gegründet.

### Auflösung
Andrew Wood fing nach seiner ersten Entziehungskur bereits an, als L’Andrew the Love Child solo durch die kleinen Clubs und Bars Seattles zu tingeln, als sich mit Green River eine der bekanntesten Bands der Szene am Abend von Halloween 1987 auflöste. Andrew arbeitete mit Jeff Ament (damals Bassist von Green River, später Pearl Jam) zusammen und wurde von diesem zu Proben mit Stone Gossard und Bruce Fairweather (beide Gitarristen von Green River) eingeladen. Nach anfänglichem Zögern aus Rücksicht auf seinen Bruder nahm er das Angebot als Sänger an, nahm Reagan Hagar als Schlagzeuger mit, und es entstand die neue Band, zunächst unter dem Namen Lords of the Wasteland, die innerhalb von drei Monaten ohne Hagar zu Mother Love Bone wurde.

## Stil
Malfunkshun war beheimatet im Glamrock und Funk der 1970er Jahre und kombinierte diesen mit futuristischem Aussehen (Andy war meist weiß geschminkt und trug dicken Lippenstift). Die Lieder handelten großteils von Liebe, aber auch von Drogenmissbrauch. Laut Andy waren Malfunkshun eine „Love-Rock-Band“ im Gegensatz zu den damals vorherrschenden „satanischen“ Bands in der Metal-Szene.

## Diskografie
- 1995: Return to Olympus (Loosgrove Records)